# 汉寿县
汉寿县位于湖南省北部的洞庭湖西滨，现为常德市辖县。全境总面积为2,023平方公里，总人口约为71万人，县人民政府駐龍陽街道。

## 历史

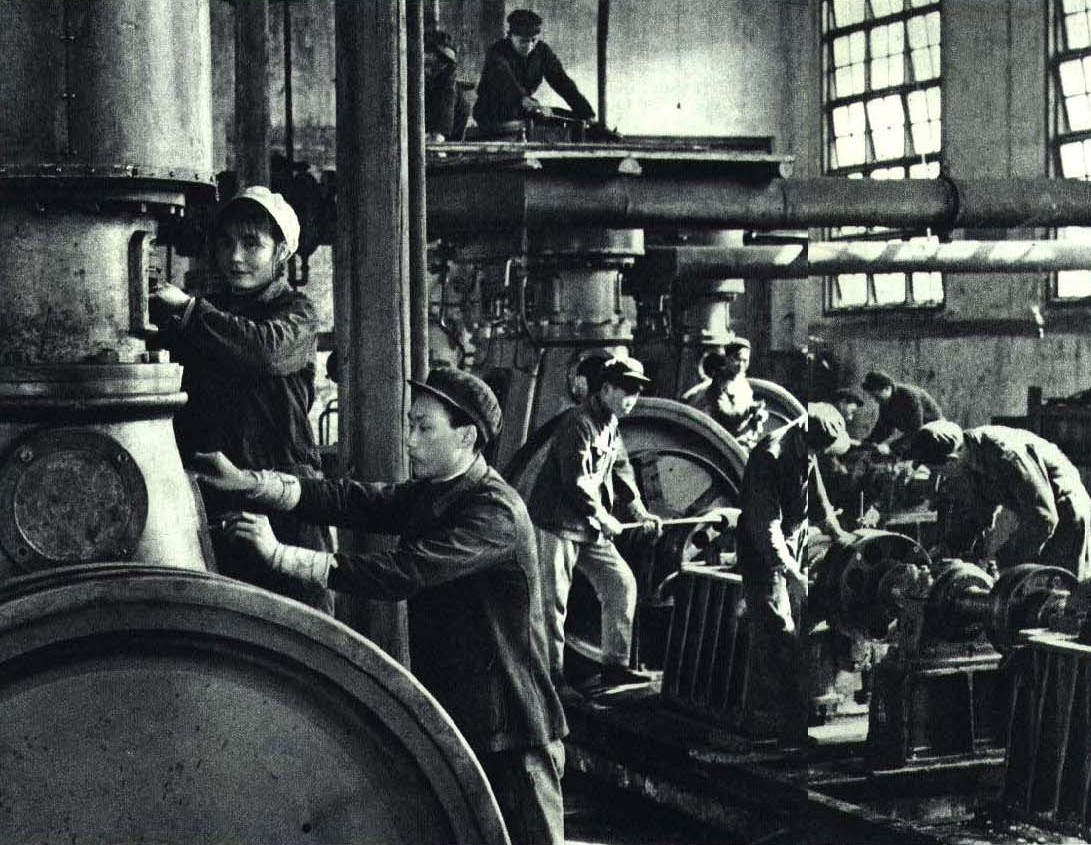
1965年汉寿县坡头蒸汽机

汉寿源自西汉时期的“索县”，至汉阳嘉三年（134年）更名“汉寿县”，是东汉荆州的刺史治，县治则位于今鼎城区断港头；三国吴改名“吴寿县”，吴赤乌十一年（248年）从“吴寿县”析置“龙阳县”。
宋朝大观年间改“龙阳县”为“辰阳县”；宋紹興三年（1133），复名“龙阳县”；宋绍兴五年升县为军，绍兴三十年复置“龙阳县”；元代元贞元年（1295年）升为龙阳州；明朝洪武三年（1370年）降为县；民国1年改“龙阳县”为“汉寿县”至今。
今之汉寿自元代元贞元年（1295年）升为龙阳州辖沅江县属常德路；明朝洪武三年（1370年）降为县直至清代属常德府；民国1年改为现名，民国3年隶属武陵道，5年属湘江道，11年直隶于省，27年属湖南省第五行政督察区。中华人民共和国成立后，隶属益阳专区，1952年11月改属常德专区（常德地区、常德市）至今。

## 人口
根据湖南省永州市第七次全国人口普查公报显示：汉寿县常住人口为706249人，男性人口占比50.47%，女性人口占比49.53%，年龄结构中0-14岁占比17.34%，15-59岁占比59.95%，60岁以上占比22.7%，65岁以上占比17.29%。
2003年全县总人口76.69万人。

## 經濟
全县GDP总量（国内生产总值）为35.45亿元。农产品以水稻、棉花和油菜为主，经济类苗木如欧美黑杨和花卉已形成产业；水产养殖业比较发达，如甲鱼和淡水珍珠养殖均已形成规模。

## 地理
汉寿地图坐标为东经111°42′59″～112°18′，北纬28°36′～29°6′45″。地域上东濒沅江、南县，南界资阳、桃江，西接鼎城，北抵西湖农场，与安乡隔河相望。
汉寿属雪峰山脉向洞庭湖平原过渡地带，南部丘陵属雪峰山余脉；全境地势由南向北呈阶递状下降，以平原为主，水系发达，平原占49.07%，丘陵岗地占22.44%，其余为水面占28.49%。境内有河流30条，主要河流为沅水和澧水；主要湖泊有太白湖、围堤湖和目平湖。
全境属中亚热带向北亚热带过渡的季风湿润气候区，年平均气温16.7℃，降雨量1328.7毫米，日照1652.1小时，无霜期274天。洪水、干旱为主要灾害。

## 行政区划
汉寿县下辖4个街道办事处、16个镇、2个乡、1个民族乡：
龙阳街道、辰阳街道、沧浪街道、株木山街道、蒋家嘴镇、岩汪湖镇、坡头镇、酉港镇、洲口镇、罐头嘴镇、沧港镇、朱家铺镇、太子庙镇、崔家桥镇、军山铺镇、百禄桥镇、西湖镇、洋淘湖镇、丰家铺镇、龙潭桥镇、聂家桥乡、毛家滩回族维吾尔族乡、西洲乡和西湖管理区。

## 政治

### 现任领导
| 机构     | · 中国共产党 · 汉寿县委员会 · 书记 | 汉寿县人民政府 县长 | 汉寿县人民代表大会 常务委员会 主任 | · 中国人民政治协商会议 · 汉寿县委员会 · 主席 |
| -------- | ---------------------------------- | ------------------- | ---------------------------------- | -------------------------------------------- |
| 姓名     | 周功表                             | 王时雨              | 佘斌                               | 徐郁平                                       |
| 民族     | 汉族                               | 汉族                | 汉族                               | 汉族                                         |
| 出生地   | 湖南省安乡县                       | 不明                | 不明                               | 汉寿县                                       |
| 出生日期 | 1977年9月（47歲）                  | 1976年6月（48歲）   | 不明                               | 1968年3月（56—57歲）                         |
| 就任日期 | 2022年1月                          | 2022年2月           | 2023年                             | 2023年                                       |